# 正木伸城
正木 伸城（まさき のぶしろ、1981年（昭和56年）- ）は、日本の実業家、イベントプロデューサー、マーケター、文筆家、出版物の編集者。東京都出身。ドームやスタジアム等で行われる大規模イベントなどのプロデュースや、地方創生をはじめ、多角的な事業を展開している。企業のマーケティング支援や放送作家・構成作家、ライターとしても活躍。
父親は創価学会の理事長を務めた正木正明である。

## 経歴
東京都で生まれた。地元の公立の小学校を卒業後に、私立の創価中学校・高等学校を卒業し、創価大学（工学部）に進学し卒業した。
創価学会の上級幹部だった父親からの影響で、伸城も大学卒業後の2004年（平成16年）から創価学会の本部職員として勤務していた。20代の頃にうつ病を患って悩んだ。過酷な精神病棟生活も経験。30代の頃から創価学会の信仰に「疑念」を抱くようになった。
2017年（平成29年）35歳の頃に創価学会の本部職員を退職した。ただし、創価学会は脱会していない。
同年に創価学会とは無関係の一般企業に就職した。当初は一般的な仕事に馴染めず、職場では「使えないオジサン」扱いをされたが、徐々に頭角を現し、マーケティングで成果を出すように。2020年には「マーケティングアジェンダ東京」に招聘されるまでになった。
2022年（令和4年）7月8日に「安倍晋三銃撃事件」が発生して、「宗教2世問題」に関心が高まると、正木自身も週刊誌『週刊文春』などで創価学会の信仰に関する体験談を語るようになった。
幼い頃からの正木自身の創価学会の信仰に関する体験談を書籍化して、2023年（令和5年）6月27日にダイヤモンド社（出版社）から『宗教2世サバイバルガイド』として発売した。
2023年（令和5年）6月30日から7月2日にかけて行われた成駒屋・中村橋之助、中村福之助、中村歌之助三兄弟の自主公演「第一回 神谷町小歌舞伎」のプロモーションを手がけ、浅草公会堂の4日間満員を実現した。以降、中村屋などの歌舞伎関係のイベントを手がけ、エンターテインメント業界の仕事に携わるようになる。

## 人物
- 父親が創価学会の上級幹部だった為に、「伸城（のぶしろ）」という名前は、創価学会の池田大作（名誉会長）から命名された。
- 絵画が得意。学生時代には水彩画が評価され、東京都美術館に展示されたことがあった[5]。
- 趣味は読書。今までに読了した書籍は約1万7000冊を超える。その博覧強記ぶりから、「知の越境家」と一部から呼ばれるようになった。
- 特に好きな分野は哲学と仏教。大学時代に宇宙工学を専攻していたこともあり、物理や科学の知見も豊富に持っている。当初の夢は宇宙航空研究開発機構に就職することだったが、周囲からの説得に遭い、創価学会職員として勤務することを選んだ。
- ブログサービスが普及しはじめたばかりのころに独学でプログラミングを習得し、現在でいう「SEO」のような技術を駆使してブログ発信を始めた（約3年間で終了）。アクセス数は国内トップ10に入るほどだった。
- 家族は、妻と2人の子供がいる。
- 講演に定評があり、IT企業時代には、聴講者の心を虜にするそのさまを見た同僚から「教祖」とあだ名をつけられた（その同僚は正木が創価学会員であることは知らなかった）。
- 人生のテーマは「社会で弱くさせられている人の声を聴診器のように聴き、自身が拡声器となってその声を世に広める」である[6]。
- 身長185cm、体重80kgと大柄な体格である。

## 書籍
- 『宗教2世サバイバルガイド』、ダイヤモンド社（出版社）、2023年6月27日[4]。
- 『これだけは知っておきたい 統一教会問題』（共著）、島薗進編、東洋経済新報社（出版社）、2023年8月30日。
- 『だから知ってほしい「宗教2世」問題』（共著）、塚田穂高編、鈴木エイト編、藤倉善郎編、筑摩書房（出版社）、2023年9月1日。